# Орлянка (Євпаторійський район)
Орля́нка (до 1945 року — Айдар-Гази; крим. Aydar Ğazı) — село Євпаторійського району Автономної Республіки Крим.

## Населення
Згідно з переписом УРСР 1989 року чисельність наявного населення села становила 495 осіб, з яких 220 чоловіків та 275 жінок.
За переписом населення України 2001 року в селі мешкало 605 осіб.

### Мова
Розподіл населення за рідною мовою за даними перепису 2001 року:
| Мова              | Відсоток |
| ----------------- | -------- |
| кримськотатарська | 40,29 %  |
| російська         | 36,87 %  |
| українська        | 19,25 %  |
| білоруська        | 1,96 %   |
| угорська          | 0,33 %   |
| інші              | 1,30 %   |